# خليل جلال
خليل إبراهيم جلال الغامدي (2 سبتمبر، 1970 -) حكم كرة قدم سعودي دولي، تم ترشيحه من قبل الفيفا ضمن قائمه أفضل 50 حكم في العالم 2008 وله العديد من المشاركات المحلية والدولية أبرزها كانت إدارة مباراة افتتاح كرة القدم في الألعاب الأولمبية الصيفية 2008 بين البرازيل وبلجيكا في بكين، وإدارة مباراة افتتاح كأس العالم للأندية 2006 بين الأهلي المصري وأوكلاند سيتي النيوزلندي في طوكيو، إضافة إلى العديد من المباريات المحلية والدولية المهمة. ومنها مباراة في التصفيات الآسيوية المؤهلة لكاس العالم عام 2009 بين اليابان وأستراليا وفي مونديال 2006 في ألمانيا شارك خليل جلال بصفته حكم رابع في بعض المباريات وحكم في مباراتين في كأس العالم 2010 كاحكم ساحة الأولى بين فرنسا والمكسيك والثانية بين تشيلي وسويسرا. حصل على أفضلية بالتصويت بمجلة النادي لأفضل حكم سعودي.[بحاجة لمصدر] واختارته الفيفا للمشاركة في تحكيم نهائيات كأس العالم 2010. وكان كاحكم ساحة الأولى لنهائي كأس الخليج 21 في البحرين بين ( العراق والإمارات) .

## مشاركاته
مشاركاته تتضمن الدوري السعودي، كأس الخليج، كأس العالم 2006 كحكم رابع احتياطي، كأس العالم لكرة القدم للأندية، كأس آسيا 2007، كرة القدم في الألعاب الأولمبية الصيفية 2008، وفي تصفيات آسيا لكأس العالم لكرة القدم 2010، بطولة كأس العالم لكرة القدم 2010. وقام بتحكيم مبارتين في دور المجموعات من نفس البطولة. حصل في أخرهم على تقييم 10\9.5 من لجنة التحكيم في الفيفا.

## إنجازات
- اختير أفضل حكم عربي في مجلة الحدث الرياضي اللبنانية عام 2010.
- اختير أفضل حكم عربي في مجلة الأهرام المصرية عام 2010م.[7]

## روابط إضافية
- صفحة الحكم في موقع الفيفا
- تقرير باللغة الإنجليزية عن مشاركات حكام كأس العالم 2010 ، ومن بينهم الحكم الدولي خليل جلال.

## روابط خارجية
- خليل جلال على موقع Soccerway.com (الإنجليزية)
- خليل جلال على موقع أوليمبيديا (الإنجليزية)